# By Heart
《By Heart》是香港歌手陳慧嫻第十七張粵語專輯，於2014年4月推出，是她在2013年重返寶麗金（環球唱片旗下）後第一張發行的唱片，並勇奪香港唱片商會銷量榜連續五星期冠軍，成績斐然。

## 簡介
這張粵語專輯主要是翻唱陳慧嫻在寶麗金時期其他歌手好友的舊作，但重新灌錄。第一主打為《Lonely》﹐獲得了叱吒903流行榜冠軍歌、香港電台中文歌曲流行榜冠軍歌及新城997季軍歌。第二主打為《讓一切隨風》。第三主打為《藍月亮》。

## 曲目
| 曲序     | 曲目           |                | 作曲                                | 编曲     | 原唱     | 备注     | 时长  |
| -------- | -------------- | -------------- | ----------------------------------- | -------- | -------- | -------- | ----- |
| 1.       | 還是覺得你最好 | 劉卓輝         | 米米俱樂部                          | 葉晴晴   | 張學友   |          | 2:57  |
| 2.       | Lonely         | 潘偉源         | 中崎英也                            | 張兆鴻   | 草蜢     | 第一主打 | 4:03  |
| 3.       | 繾綣星光下     | 周禮茂         | Jean-Loup Dabadie、Georges Lunghini | 張兆鴻   | 關淑怡   |          | 3:05  |
| 4.       | 忘不了您       | 林敏驄         | 五輪真弓                            | 楊雲驃   | 譚詠麟   |          | 4:05  |
| 5.       | 送你一瓣的雪花 | 古倩敏         | Chage                               | 楊雲驃   | 黎明     |          | 4:11  |
| 6.       | 藍月亮         | 向雪懷         | 玉置浩二                            | 袁卓繁   | 李克勤   | 第三主打 | 4:15  |
| 7.       | 如果你知我苦衷 | 林夕           | 張國榮                              | 張兆鴻   | 周慧敏   |          | 4:04  |
| 8.       | 讓一切隨風     | 黃霑           | 大野克夫                            | 張兆鴻   | 鍾鎮濤   | 第二主打 | 4:06  |
| 9.       | 花店           | 林敏驄         | 林敏怡                              | 袁卓繁   |          |          | 4:19  |
| 10.      | 梨渦淺笑       | 許冠傑、黎彼得 | 許冠傑                              | 楊雲驃   | 許冠傑   |          | 2:09  |
| 总时长： | 总时长：       | 总时长：       | 总时长：                            | 总时长： | 总时长： | 总时长： | 37:14 |

| DVD  | DVD                      |
| 曲序 | 曲目                     |
| ---- | ------------------------ |
| 1.   | Lonely（音樂錄影帶）     |
| 2.   | 忘不了您（音樂錄影帶）   |
| 3.   | 讓一切隨風（音樂錄影帶） |

## 版本
- 首批德國版CD+DVD（2014年4月7日）
- 香港制平裝版CD+DVD（2014年4月17日）
- 日本制K2HD（首批限量編號版）（2014年5月19日）
- 日本制黑膠唱片（獨立編號限量版）（2014年5月27日）
- 日本制SACD（首批限量編號版）（2014年6月9日）
- MQS （Mastering Quality Sound）（2015年12月14日）

## 销售成绩
| 榜單                | 最高位 |
| ------------------- | ------ |
| 香港 唱片商會銷量榜 | 1      |

- 唱片商會榜 完整走勢: 2->1->1->1->1->1->5->5->9->4->4 (共上榜11週)

在《By Heart》落榜後，精選集《嫻情三十》便立即上榜並進駐第二位。

## 軼事
陳慧嫻在此碟中翻唱了她在1985年的熱門歌曲《花店》。在接受訪問期間，監製葉廣權笑指當年的《花店》「不好聽」，這亦是陳慧嫻重新演繹此曲的原因之一。

## 外部連結
- By Heart (CD+DVD) | 環球唱片- 正東唱片（页面存档备份，存于）